# Sandal Magna
Sandal Magna ou simplement Sandal est une localité du Yorkshire de l'Ouest. Elle est située dans la banlieue de Wakefield, au sud de la Calder.
Le château de Sandal, fondé au XIIe siècle par Guillaume II de Warenne, est en ruine depuis la Première Révolution anglaise.